# الخط الزمني للصراع الفلسطيني الإسرائيلي (2003)
هذه الصفحة عبارة عن قائمة جزئية لحوادث العنف في الصراع الإسرائيلي الفلسطيني في عام 2003.
ملحوظة: هذه الصفحة غير كاملة ولا تتضمن جميع الوفيات. بالإضافة إلى ذلك، فإن هذا لا يشمل الهجمات الأخرى العديدة التي فشلت في القتل أو التشويه أو الجرح.

## يناير
- 1 يناير: طارق زياد دواس البالغ من العمر 15 عاماً، قُتل في 1 ينايو 2003. سامي زيدان (22 عاما)، قتل في 1 يناير 2003، محمد عتية دواس (15 عاما) قتل في 1 كانون الثاني 2003، الجهاد جمعة عبد (5 عاما) وقتل في 1 ينيار 2003
- 2 يناير: تم العثور على جثة مسعود مخلوف آلون (72 عاما) من منحنيا في الجليل السفلى في شمال وادي الأردن في سيارته المحترقة. أعلنت كتائب الشهداء في فتح الأقصى مسؤولية القتل.[1] تامر خدر (21 عاما)، قتل في 2 يناير 2003
- 5 يناير: قتل 23 شخصاً، بينهم ثمانية أجانب، في هجمات انتحارية متزايدة في وسط تل أبيب. وبلغت عن إصابات أكثر من 100 آخرين بجروح خطيرة. الجهاد الإسلامي وفرق الشهداء الأقصى التي تولىها ياسر عرفات ادعت على نفس المسؤولية. رفض أحد أفراد حركة ياسر عرفات المسؤولية.[1]
- 6 يناير: غزت القوات الإسرائيلية مخيم المغازي للاجئين في غزة وقتلت ثلاثة فلسطينيين وأصيب عشرة آخرين.[2] باكر محمد حدورة (24 عاما)، قُتل، نصيم حسن أبو ماليا (25 عاما) ؛ أياد محمد أبو زعيد (26 عاما)
- 8 يناير: أحمد عجاج 8 ينايو 2003، قتل عمان محمد حنيديك البالغ من العمر 30 عاماً
- 10 يناير: قتل طارق محمود عبد القادر جدو، 20 عاماً
- 11 يناير: قتل باسمان شنير (20 عاما)، قتل عبد اللطيف وادى (30 عاما)
- 12 يناير: قتل إيلي بيتون، رجل في الـ 48 عاماً وأصيب أربعة أشخاص عندما تسلل المقاومون إلى موشاف غاديش وفتحوا النار. استعرضت الجهاد الإسلامي الفلسطيني مسؤولية الهجوم.[1] قُتل ميخائيل كازاكوف (34 عاما) من القدس من قبل متشددين تسللوا عبر الحدود الإسرائيلية المصرية، بالقرب من بلدة نيتزانا في النغيف.[1]
- 12 يناير: قتل ثلاثة فلسطينيين؛ قتل محمد كوارع، وهو أحد سكان خان يونيس البالغ من العمر 14 عاماً، قتل علي ثاهر نصر البالغ من عمر 45 عاماً قتل، قتل حمادة عبد الرحمن النجار البالغ من عمره 13 عاماً في 12 ينايو 2003، وجرح 12 آخرين عندما دخلت 50 سيارة من الجيش الإسرائيلي مصحوبة بأجهزة القذائف والهليكوبترات إلى بلدة خان يونس في قطاع غزة الجنوبي خلال الليل بين 11 و12 يناير. تم تفجير سبعة منشآت مدنية.[3]
- 13 يناير: قتل جمال محمود أبو القمبوز البالغ من العمر 20 عاماً
- 17 يناير: قتل نتنيل أوزيري (34 عاما) عندما دخل مسلحون منزله بالقرب من كيريات أربا وفتحوا النار. ابنته البالغة من العمر 5 سنوات و اثنان آخرين جرحوا أعلنت حماس مسؤوليتها عن الهجوم.[1]
- 23 يناير: الكبير رونالد بيرر، 20 عاماً، من ريهوفوت؛ الكبير آصف بيتان، 19 عاماً من أفولا؛ والسيرجنت سانت. ياكوب نعيم، 20 عاماً، من كفر موناش قتل من قبل المتشددين أثناء دورية جنوب خليل. أعلنت حماس مسؤوليتها عن الهجوم.[1]
- 26 يناير: خلال الليل من 25 إلى 26 ينايو غزت القوات الإسرائيلية حي الزيتون في مدينة غزة. قتل 12 فلسطينياً، و3 منهم ضربوا بقذيفة مدفعية، و9 منهم قتلوا بالرصاص. تم تفجير 17 ورشة عمل وأخرى 15 تضررت بشدة.[4]
- 31 يناير: 13 فلسطينيا وأكثر من 50 جريحا في أثناء غزو الجيش الإسرائيلي أعمق غزو له في مدينة غزة منذ سنوات. تمت مداهمة عشرات المباني وأفجرت 13 مصنعًا، استخدمت العديد منها لصناعة الأسلحة.[5]

## فبراير
- 6 فبراير: أمير بن أرييه، 21 عامًا، من مكابيم، والرقيب الأول. قُتلت المستوطنة عيدان سوزين (20 عاماً) من كريات تيفعون، وأصيب جنديان آخران، في عملية إطلاق نار في منطقة نابلس. وقُتل المسلحان بنيران قوات جيش الاحتلال الإسرائيلي رداً على ذلك. وأعلنت الجبهة الشعبية لتحرير فلسطين وحركة فتح/التنظيم مسؤوليتهما عن الهجوم.[6]
- 11 فبراير: قُتل الرائد شاحار شمول (24 عامًا) من القدس برصاص قناص فلسطيني بالقرب من كنيسة المهد في بيت لحم أثناء تفتيش سيارة مشبوهة. وأعلنت الجبهة الشعبية لتحرير فلسطين وحركة الجهاد الإسلامي مسؤوليتهما عن الهجوم.[1]
- 14 فبراير: تم تدمير دبابة إسرائيلية ثقيلة من طراز ميركافا 3 بواسطة لغم بالقرب من دوغيت وبيت لاهيا، مما أدى إلى مقتل 4 جنود. وأعلنت حركة حماس مسؤوليتها عن الهجوم.
- 23 فبراير: قُتل الرقيب دورون ليف، 19 عامًا، من حولون، برصاص قناص فلسطيني أطلق النار على موقع للجيش جنوب قطاع غزة. وأعلنت الجبهة الشعبية لتحرير فلسطين مسؤوليتها عن الهجوم.[1]

## مارس
- 5 مارس: مذبحة الحافلة رقم 37 في حيفا - مقتل 17 شخصًا وإصابة حوالي 53 آخرين في تفجير انتحاري على متن حافلة في حيفا. وكان العديد من القتلى أطفالاً عائدين إلى منازلهم من المدرسة. تم تنفيذ الهجوم من قبل حماس.[6][7]
- 7 مارس: قُتل الحاخام إيلي هورويتز وزوجته دينا من كريات أربع، وجُرح خمسة آخرون على يد مسلحين متنكرين في زي مصلين يهود تسللوا إلى كريات أربع، ودخلوا منزلهما وقتلوهما أثناء احتفالهما بالسبت. وأعلنت حركة حماس مسؤوليتها عن الهجوم.[1]
- ١٠ مارس: قُتل الرقيب تومر رون، ٢٠ عامًا، من موشاف موليديت، وجُرح أربعة جنود - أحدهم إصابته خطيرة - في الخليل، على الطريق بين الحرم الإبراهيمي وكريات أربع، عندما أطلق مسلحون فلسطينيون النار على دورية راجلة. وأعلنت منظمتان - حماس والجبهة الشعبية - القيادة العامة بزعامة أحمد جبريل - مسؤوليتهما عن الهجوم.[1]
- 12 مارس: قُتل الرقيب عساف موشيه فوكس، 21 عامًا، من كيبوتس غفات، وجُرح جندي آخر صباح الأربعاء في تبادل لإطلاق النار مع مسلحين مطلوبين من الجهاد الإسلامي في قرية صيدا بالضفة الغربية، بالقرب من طولكرم.[1]
- 16 مارس: قُتلت راشيل كوري، وهي عضو أميركية في حركة التضامن الدولية في رفح، عندما حاولت عرقلة جرافة تابعة لقوات الاحتلال الإسرائيلية تعمل في منطقة سكنية فلسطينية في رفح.
- 18 مارس: الرقيب أول. (احتياط) قُتل عامي كوهين (27 عامًا) من نتانيا وأصيب جندي آخر جنوب بيت لحم عندما أطلق فلسطينيون النار أثناء البحث عن مسلحين مطلوبين.[1]
- 19 آذار/مارس: قُتل إسرائيلي يبلغ من العمر 51 عامًا بالرصاص أثناء قيادته سيارته بين ميفو دوتان وشاكيد في الضفة الغربية. وأعلنت كتائب شهداء الأقصى التابعة لفتح مسؤوليتها عن العملية.[1]

## أبريل
- 8 أبريل: هاجمت طائرتان هليكوبتر إسرائيليتان مقاتلتان، ترافقهما طائرة مقاتلة من طراز إف-16، منطقة مكتظة بالسكان في مدينة غزة. أطلقت طائرة مروحية صاروخين على سيارة كان يستقلها القيادي في حركة حماس سعيد عربيد. وقُتل عربيد وعضوان آخران من حركة حماس عندما انفجرت السيارة. وبعد أن تجمع حشد من الفلسطينيين حول السيارة، أطلقت المروحية صاروخا ثالثا وقتلت خمسة آخرين. وفي المجمل قُتل سبعة فلسطينيين وأصيب 53 آخرون.[8]
- 10 أبريل: الرقيب القديس. ييجال ليفشيتز، 20 عامًا، من ريشون لتسيون، والرقيب. قُتِلَ عوفر شرابي (21 عاماً) من مستوطنة جفعات شموئيل، وأصيب تسعة آخرون عندما أطلق مسلحون فلسطينيون النار قبل الفجر على قاعدتهم بالقرب من بيكاعوت في شمال غور الأردن. وأعلنت الجبهة الشعبية لتحرير فلسطين وكتائب شهداء الأقصى مسؤوليتهما عن الهجوم.[6]
- 11 أبريل: أطلق قناص من جيش الاحتلال الإسرائيلي النار على توم هيرندال، وهو عضو بريطاني في حركة التضامن الدولية، في تبادل لإطلاق النار بعد أن أطلق فلسطينيون قذيفة آر بي جي عليهم. حكم على القناص بالسجن لمدة 8 سنوات بتهمة القتل غير العمد. توفي بعد أن أمضى قرابة عام في غيبوبة في 13 يناير 2004.[9]
- 13 أبريل: قُتل غابرييل (جابي) بيداتسور، 49 عامًا، من كوخاف يائير على يد مسلحين في غابة بن شيمن.[1]
- 15 أبريل: قُتل إسرائيلي وفلسطيني وأصيب أربعة إسرائيليين عندما أطلق مسلح فلسطيني النار على معبر المنطقة الصناعية كارني في قطاع غزة. وأعلنت حماس مسؤوليتها عن الهجوم.[1] بالإضافة إلى ذلك، قُتل دانييل ماندل (24 عاماً) من ألون شفوت، وأصيب جندي آخر في تبادل لإطلاق النار أثناء البحث عن مسلحين مطلوبين من حماس في نابلس.[1]
- 20 أبريل: قُتل مصور جيش الاحتلال الإسرائيلي الرقيب ليور زيف، 19 عامًا، من حولون، وأصيب ثلاثة جنود آخرين أثناء عملية لتدمير نفق تهريب تابع لحماس في رفح، في قطاع غزة.[1]
- 24 نيسان/أبريل: قُتل حارس أمن إسرائيلي يبلغ من العمر 23 عامًا وأصيب 13 آخرون في تفجير انتحاري خارج محطة القطار في كفار سابا. وأعلنت مجموعات مرتبطة بكتائب شهداء الأقصى التابعة لحركة فتح والجبهة الشعبية لتحرير فلسطين مسؤوليتها المشتركة عن الهجوم.[1]
- 30 أبريل: قُتل ثلاثة إسرائيليين وجُرح نحو 60 آخرين عندما فجّر انتحاري بريطاني مسلم نفسه خارج حانة مايك بليس على ساحل تل أبيب. ولم ينجح انتحاري ثان، وهو أيضا مواطن بريطاني، في الانفجار وحاول الفرار عبر البحر. وبعد أيام قليلة تم جرف جثته إلى الشاطئ. في 8 مارس 2004، أعلنت حماس مسؤوليتها عن الهجوم، ونشرت شريط فيديو يظهر مقابلة مع الانتحاريين.[1]

## مايو
- 2 مايو: قُتل مصور بريطاني برصاص جنود إسرائيليين في رفح.[10]
- 4 مايو: تم العثور على جثة تالي واينبرغ (26 عاما) من بيت أرييه في مرآب في روش هعاين مصابة بعدة طعنات. ويُعتقد أن المشتبه به، صديق واينبرغ، الذي تم اعتقاله في 11 يونيو/حزيران، وهو مقيم عربي يبلغ من العمر 21 عاماً في كفر قاسم، قد نفذ جريمة القتل كجزء من "اختبار الولاء" الذي أجرته منظمات المقاومة الفلسطينية.[6]
- 5 مايو: قُتل إسرائيلي وأصيب اثنان آخران (بما في ذلك ابنة الضحية البالغة من العمر 6 سنوات) بجروح خطيرة عندما أطلق مسلحون النار على سيارتهم بالقرب من شفوت راحيل، في شمال الضفة الغربية. وأعلنت كتائب شهداء الأقصى التابعة لحركة فتح مسؤوليتها عن الهجوم.[1]
- 11 مايو: قُتل رجل إسرائيلي يبلغ من العمر 53 عامًا برصاصة في رأسه على يد فلسطينيين في كمين على جانب الطريق شمال [القدس]. وأعلنت كل من حركة فتح والجبهة الشعبية لتحرير فلسطين مسؤوليتهما عن الهجوم.[1]
- 17 مايو: مقتل غادي ليفي وزوجته دينا في عملية انتحارية في الخليل. وأعلنت حماس مسؤوليتها عن الهجوم.[1]
- 18 مايو: مقتل سبعة أشخاص وإصابة عشرين آخرين في هجوم انتحاري فلسطيني على حافلة في منطقة التلة الفرنسية بالقدس. وأعلنت حماس مسؤوليتها عن الهجوم.[1]
- 19 مايو: فجرت انتحارية نفسها عند مدخل أحد المراكز التجارية في مدينة العفولة شمال إسرائيل. قُتل ثلاثة أشخاص وأصيب نحو 60 آخرين. وأعلنت حركة الجهاد الإسلامي وكتائب شهداء الأقصى التابعة لفتح مسؤوليتهما عن الهجوم.[1]

## يونيو
- 5 يونيو: تم العثور على جثتي رجل إسرائيلي بالغ وطفل بالقرب من مستشفى هداسا عين كارم في القدس، وقد تعرضا للضرب المبرح والطعن حتى الموت.[6]
- 8 يونيو: قُتل حبيب دادون، 16 عامًا، من شلومي، وأصيب أربعة إسرائيليين آخرين في هجوم صاروخي لحزب الله.[1] قُتل أربعة جنود إسرائيليين وأصيب أربعة آخرون بجروح عندما أطلق مسلحون فلسطينيون يرتدون زي جيش الاحتلال الإسرائيلي النار على موقع عسكري إسرائيلي بالقرب من حاجز إيرز والمنطقة الصناعية في قطاع غزة. قتلت قوات الاحتلال الإسرائيلي ثلاثة مسلحين. وأصدرت كتائب شهداء الأقصى التابعة لفتح وحماس والجهاد الإسلامي بيانا مشتركا أعلنت فيه مسؤوليتها عن الهجوم.[1] قُتل الرقيب ماتان جادري (21 عامًا) من موشاف موليديت في الخليل أثناء مطاردة مسلحين فلسطينيين كانا قد أصابا في وقت سابق أحد أفراد حرس الحدود أثناء حراسته في الحرم الإبراهيمي. تم قتل المسلحين الاثنين.[1]
- 11 يونيو: قُتل 17 شخصًا وجُرح أكثر من 100 آخرين عندما هاجم انتحاري حافلة رقم 14A في وسط مدينة القدس. وأعلنت حماس مسؤوليتها عن الهجوم.[1]
- 12 حزيران/يونيو: عُثر على إسرائيلي يبلغ من العمر 51 عاماً مصاباً برصاصة قاتلة في سيارته بالضفة الغربية. وأعلنت كتائب شهداء الأقصى التابعة لفتح مسؤوليتها عن الهجوم.[1]
- ١٣ حزيران/يونيو: قُتل الرقيب مردخاي سياده، ٢٢ عامًا، من طيرة الكرمل، برصاص قناص فلسطيني في جنين أثناء مرور دورية جيبه. وأعلنت كتائب شهداء الأقصى التابعة لفتح مسؤوليتها عن الهجوم.[1]
- 17 حزيران/يونيو: قُتلت طفلة إسرائيلية تبلغ من العمر سبع سنوات وأصيب ثلاثة من أفراد أسرتها (بما في ذلك شقيقتها الصغرى) عندما هاجم فلسطينيون مسلحون ببنادق هجومية السيارة التي كانوا يستقلونها على الطريق رقم 6، على بعد مئات الأمتار من قلقيلية. وأعلنت كتائب شهداء الأقصى مسؤوليتها عن العملية.
- 19 يونيو/حزيران: قُتل صاحب متجر إسرائيلي في قرية سدي تروموت (شمال إسرائيل)، عندما فجر انتحاري فلسطيني نفسه داخل المتجر. وأعلنت حركة الجهاد الإسلامي مسؤوليتها عن الهجوم.[1]
- 20 حزيران/يونيو: قُتل إسرائيلي يبلغ من العمر 47 عامًا عندما أطلقت النار على سيارته في كمين نصبه فلسطينيون شمال رام الله. وأصيب والداه، وهما مواطنان أمريكيان، بجروح خطيرة، وأصيبت زوجته بجروح طفيفة. وأعلنت حركة حماس مسؤوليتها عن الهجوم.[1]
- 26 حزيران/يونيو: قُتل موظف في شركة اتصالات إسرائيلية في هجوم بإطلاق نار نفذه مراهق فلسطيني في بلدة باقة الغربية العربية الإسرائيلية. وأعلنت كتائب شهداء الأقصى التابعة لفتح مسؤوليتها عن الهجوم.[1]
- 30 حزيران: قُتل عامل بناء بلغاري يبلغ من العمر 46 عامًا في هجوم إطلاق نار على طريق غرب جنين، أثناء قيادته لشاحنة. وأعلنت كتائب شهداء الأقصى التابعة لفتح مسؤوليتها عن الهجوم، معارضة لإعلان وقف إطلاق النار.[1]

## يوليو
- 7 يوليو: قُتلت امرأة إسرائيلية تبلغ من العمر 65 عامًا في منزلها في موشاف كفار يافيتز وأصيب ثلاثة من أحفادها بجروح طفيفة في تفجير انتحاري. وأعلنت حركة الجهاد الإسلامي مسؤوليتها عن الهجوم.[6]
- 15 يوليو: طعن إسرائيلي يبلغ من العمر 24 عامًا حتى الموت أثناء حماية صديقته من فلسطيني مسلح بسكين طويل النصل على ممشى الشاطئ في تل أبيب. وكان المسلح الذي تم إطلاق النار عليه وإلقاء القبض عليه عضوا في كتائب شهداء الأقصى التابعة لحركة فتح والتي أعلنت مسؤوليتها عن الهجوم.[1]
- 21 يوليو: عُثر في 28 يوليو على جثة الجندي الإسرائيلي، الرقيب أوليج شيخات، البالغ من العمر 20 عامًا، من الناصرة العليا، والذي اختُطف وقُتل في 21 يوليو أثناء عودته إلى منزله، مدفونًا في بستان زيتون بالقرب من كفر كنا، وهي قرية عربية في الجليل الأسفل.[1]

## أغسطس
- 8 أغسطس: ضابط الصف الثالث روي أورين، 20 عامًا، وهو جندي كوماندوز في البحرية الإسرائيلية، قُتل بالرصاص في هجوم على مصنع قنابل تابع لحماس في نابلس.[6]
- 12 أغسطس: قُتل إسرائيلي يبلغ من العمر 43 عامًا في هجوم انتحاري نفذه مراهق فلسطيني على سوبر ماركت في روش هاعين.[1]
- 12 أغسطس: قُتل إسرائيليان في هجوم انتحاري نفذه مراهق فلسطيني في محطة للحافلات خارج أرييل.[1]
- 19 أغسطس: مذبحة حافلة القدس 2 - 23 قتيلاً و136 جريحًا في هجوم انتحاري فلسطيني على حافلة في القدس. وكان من بين الضحايا العديد من الأطفال. وأعلنت حركة الجهاد الإسلامي الفلسطينية في الخليل وحركة حماس مسؤوليتهما عن الهجوم.[1]
- 29 أغسطس: قُتل إسرائيلي يبلغ من العمر 25 عامًا بالرصاص في هجوم أثناء قيادته سيارته شمال شرق رام الله. وأصيبت زوجته التي كانت حاملاً في شهرها السابع بجروح متوسطة وأنجبت طفلة بعملية قيصرية. وأعلنت كتائب شهداء الأقصى التابعة لفتح مسؤوليتها عن الهجوم.[1]

## سبتمبر
- 4 سبتمبر: أصيب الرقيب غابرييل أوزييل، 20 عامًا، من جفعات زئيف برصاص قناص مسلح في جنين، مما أدى إلى إصابته بجروح قاتلة؛ وتوفي وهو في طريقه إلى المستشفى. وأعلنت كتائب شهداء الأقصى التابعة لفتح والجهاد الإسلامي مسؤوليتهما عن الهجوم.[6]
- 5 سبتمبر: قُتل ضابط الصف الثاني رعنان كوميمي، 23 عامًا، من موشاف عميناداف، من قوات الكوماندوز البحرية، في اشتباك مع مسلحين فلسطينيين في نابلس. كما قُتل في الاشتباك أيضاً أحد كبار صانعي القنابل في حركة حماس، والذي يُعتقد أنه دبر العديد من التفجيرات الانتحارية القاتلة. وأصيب أربعة جنود، أحدهم إصابته خطيرة.[1]
- 9 سبتمبر: قُتل تسعة جنود غير مقاتلين وجُرح أكثر من 30 آخرين عندما فجر انتحاري نفسه في محطة للحافلات بالقرب من مستشفى أساف ها روف وقاعدة تسريفين العسكرية. وأعلنت حماس مسؤوليتها عن الهجوم.[1]
- 9 سبتمبر: قُتل سبعة أشخاص وجُرح أكثر من 50 آخرين عندما فجّر انتحاري نفسه في مقهى هليل في القدس. وأعلنت حماس مسؤوليتها عن الهجوم.[1]
- 25 سبتمبر: الرقيب القديس. قُتل أفيحاو كينان (22 عاماً) من شيلو، وأصيب ستة جنود في عملية نفذها جيش الاحتلال الإسرائيلي لاعتقال مطلوبين من حركة الجهاد الإسلامي وحماس في مخيم البريج للاجئين في جنوب قطاع غزة.[1]
- 26 سبتمبر: قُتلت طفلة تبلغ من العمر سبعة أشهر ورجل يبلغ من العمر 29 عامًا، وأصيب والدا الطفل، عندما دخل مسلح فلسطيني منزلهم في نيجهوت (في الضفة الغربية) وفتح النار أثناء احتفال الأسرة بالعام اليهودي الجديد.[1]

## أكتوبر
- 4 أكتوبر: تفجير انتحاري في مطعم ماكسيم - قُتل 21 شخصًا وجُرح 64 عندما انفجرت الانتحارية هنادي جرادات في مطعم ماكسيم اليهودي العربي في حيفا. وكان من بين الضحايا أربعة أطفال، بينهم طفل يبلغ من العمر شهرين. وأعلنت حركة الجهاد الإسلامي مسؤوليتها عن العملية الانتحارية. وقد وقع الهجوم الانتحاري قبل يوم واحد فقط من يوم الغفران.[6]
- 15 أكتوبر: قُتل ثلاثة دبلوماسيين أمريكيين - جون إريك برانشيزيو، 37 عامًا، من تكساس، وجون مارتن ليندي جونيور، 30 عامًا، من ميسوري، ومارك تي بارسون، 31 عامًا، من نيويورك، وأصيب واحد آخر عند تقاطع بيت حانون في قطاع غزة عندما دمرت قنبلة ضخمة سيارة جيب مدرعة في قافلة تقل دبلوماسيين أمريكيين.[1]
- 19 أكتوبر: قُتل ثلاثة جنود إسرائيليين وأصيب اثنان آخران بعد كمين على جانب الطريق بالقرب من قرية عين يبرود، جنوب عوفرا في الضفة الغربية.[1]
- 20 أكتوبر: شنت القوات الجوية الإسرائيلية خمس هجمات على غزة، مما أسفر عن مقتل 14 شخصًا وإصابة 100 آخرين.[11]
- 24 أكتوبر: قُتلت جنديتان وجندية بعد أن تسلل مسلحان إلى المحكمة العسكرية داخل مستوطنة نتساريم في قطاع غزة. وأصيب ثلاثة جنود آخرين.[1]

## نوفمبر
- 18 نوفمبر: قُتل جنديان على يد مسلح فلسطيني عند نقطة تفتيش بالقرب من بيت لحم.[6]
- 19 نوفمبر: أصيب أربعة أشخاص وقتلت امرأة عندما أطلق مسلح عربي يدعى أحمد جاهد النار على مجموعة من السياح عند معبر رابين الحدودي بين وادي عربة (إسرائيل) والعقبة ( الأردن ). تم قتل المسلح على يد حراس الأمن الإسرائيليين ويعتقد أنه تم إرساله من قبل تنظيم القاعدة.[1]
- 22 تشرين الثاني/نوفمبر: قُتل اثنان من حراس الأمن المدنيين الإسرائيليين في موقع بناء بالقرب من مستوطنة نحال قدرون على مشارف القدس. وأعلنت كتائب شهداء الأقصى مسؤوليتها عن العملية.[1]
- 26 نوفمبر: قُتل ثلاثة مدنيين فلسطينيين كانوا يستقلون سيارة على يد جنود إسرائيليين في قطاع غزة.[12]

## ديسمبر
- 3 كانون الأول/ديسمبر: ألقت قوات الأمن الإسرائيلية القبض على اثنين من المسلحين أثناء توجههما لارتكاب مذبحة في مدرسة يوكنعام عيليت. وكان الاثنان ينتميان لجهاز الأمن الفلسطيني وكانا مسلحين بحزام ناسف وزنه 10 كيلوغرامات.
- 22 ديسمبر: قُتل الكابتن هاجاي بيبي (24 عامًا) من معاليه أدوميم، والكابتن ليوناردو (أليكس) فايسمان (23 عامًا) من العفولة عندما أطلق مسلح فلسطيني النار وألقى قنابل يدوية أثناء خروجهما من سيارتهما الجيب على طريق كيسوفيم - جوش قطيف في قطاع غزة. وأعلنت كتائب شهداء الأقصى التابعة لفتح مسؤوليتها عن الهجوم.[6]
- 25 ديسمبر: قُتل 4 إسرائيليين عندما فجر انتحاري يبلغ من العمر 17 عامًا نفسه في محطة للحافلات على الطريق الرئيسي بين تل أبيب وبيتاح تكفا. وأعلنت الجبهة الشعبية لتحرير فلسطين مسؤوليتها عن العملية.[1]